# Mircea Moldovan
Mircea-Sorin Moldovan (n. 3 noiembrie 1936, Blaj, Alba, România – d. 8 aprilie 2020) a fost un regizor de film român apreciat pentru comediile și filmele istorice realizate. După 1989 a fost vreme de 10 ani membru al Consiliului Național al Audiovizualului, pentru ca între 1996 și 2000 să devină chiar președintele acestui for.

## Filmografie

### Regizor
- Frații (1971) - în colaborare cu Gică Gheorghe
- Vifornița (1973)
- Toamna bobocilor (1975)
- Pintea (1976)
- Blaj (1977) - documentar
- Iarna bobocilor (1977)
- La răscrucea marilor furtuni (1980)
- Munții în flăcări (1980)
- Convoiul (1981)
- Anul 1848 (1982) - serial TV
- Bocet vesel (1984)
- Mireasma ploilor tîrzii (1985)
- Primăvara bobocilor (1987)
- Totul se plătește (1987)
- Expediția (1989)
- Procesul (1990) - documentar de lung metraj
- Ziua cea mai lungă (1990) - documentar

### Scenarist
- Bocet vesel (1984) - împreună cu András Sütő

### Actor
- Frații (1971)
- Elixirul tinereții (1975)
- Munții în flăcări (1980)